# Bissaya
Bissaya est une localité située dans le département de Zabré de la province du Boulgou dans la région Centre-Est au Burkina Faso.

## Géographie
Bissaya est situé à 15 km à l'est de Zabré et au sud de Zonsé. Les villages limitrophes sont Sampéma à l'est, Zourma à l'ouest, Diarra au nord et Soussoula au sud.
Le village est scindé par un grand bas-fonds.

## Démographie
| 2003  | 2006  | 2012 |
| ----- | ----- | ---- |
| 4 720 | 4 141 | -    |

En 2006, sur les 4 141 habitants du village – regroupés en 668 ménages – 57,3 % étaient des femmes, près 55,7 % avaient moins de 14 ans, 41 % entre 15 et 64 ans et environ 3,1 % plus de 65 ans.

## Économie
L'activité de Bissaya est principalement agro-pastorale mais repose également sur les échanges commerciaux du marché du village, appelé Yom-Yom.

## Santé et éducation
Bissaya accueille un centre de santé et de promotion sociale (CSPS) tandis que le centre médical avec antenne chirurgicale (CMA) se trouve à Zabré.
Le village possède deux écoles primaires publiques (A et B).